# Cavalier minier
Dans le bassin minier franco-belge, et plus particulièrement dans le Bassin minier du Nord-Pas-de-Calais, les cavaliers (ou « cavaliers miniers ») désignent les voies ferrées qui reliaient les puits de mine (fosses) entre eux et avec le réseau ferroviaire principal.

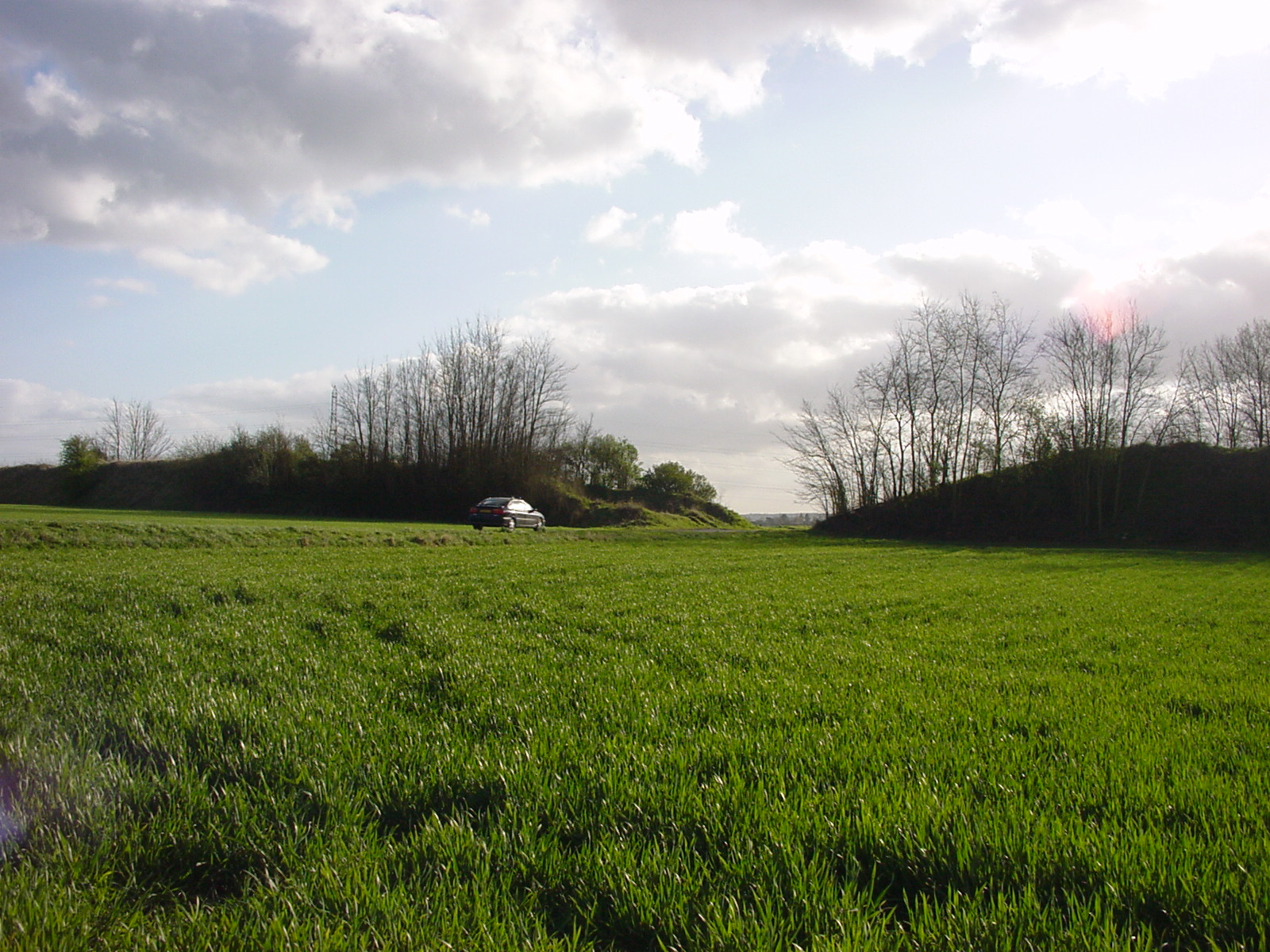
Les solides ponts métalliques qui permettaient aux voies ferrées de franchir les routes ont été détruits dans les années 1980-1990, diminuant considérablement la valeur de corridors biologiques qu'auraient pu avoir les cavaliers miniers. Certains axes pourraient être reconstitués dans le cadre de la trame verte du Bassin minier du Nord-Pas-de-Calais.

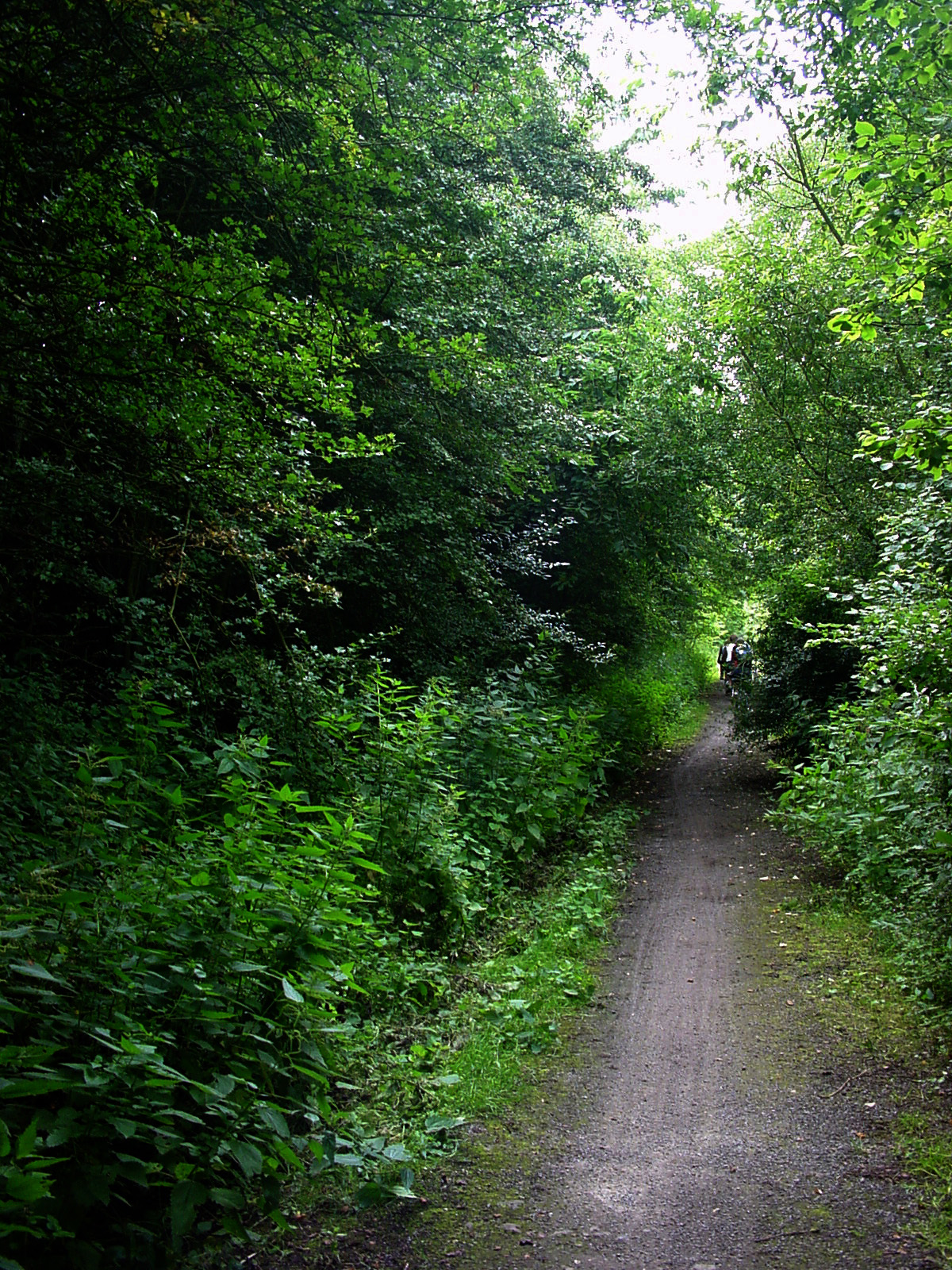
Cavalier transformé en « corridor biologique » et sentier de promenade.

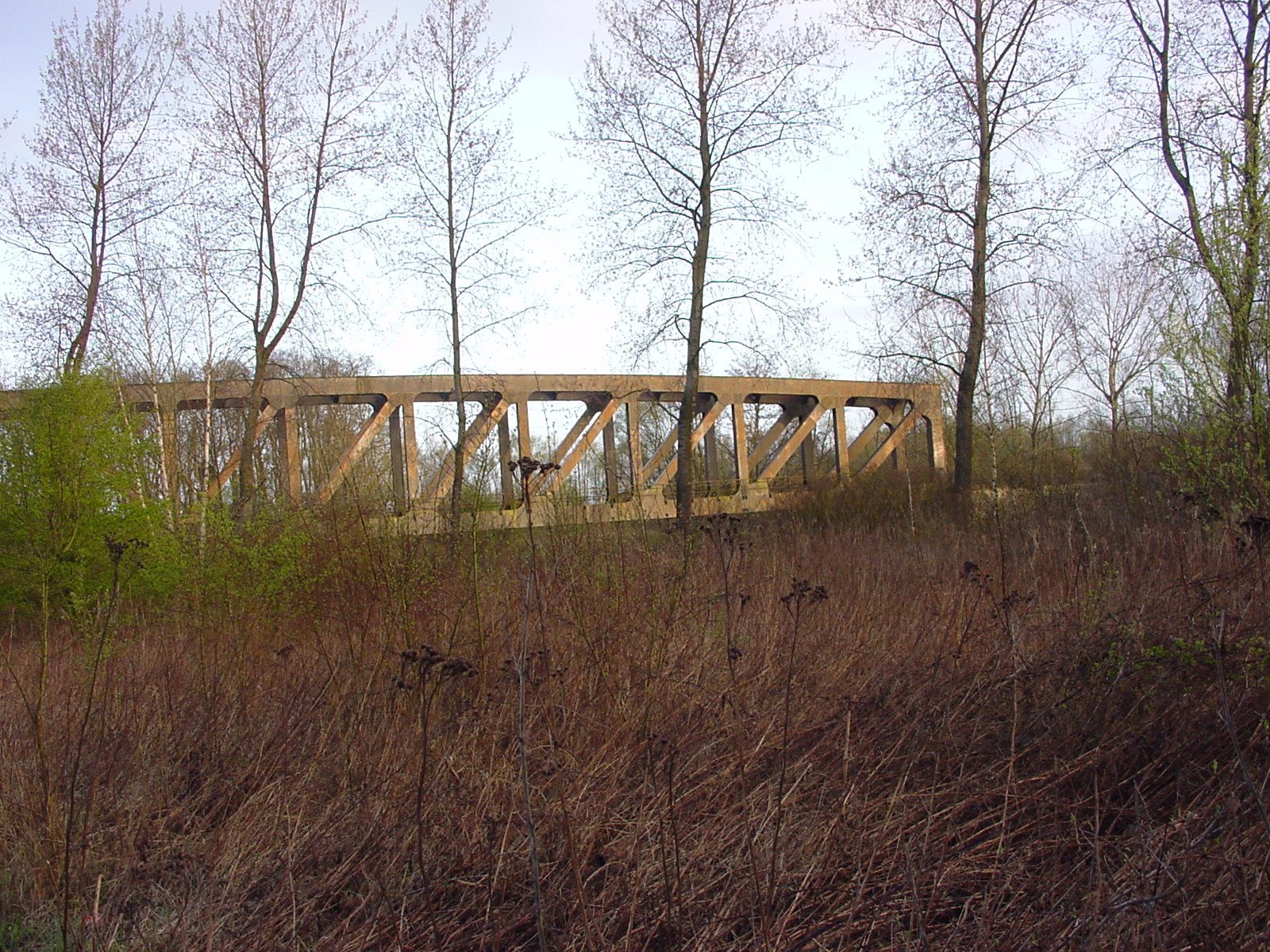
L'un des quelques ponts épargnés, car sans enjeux pour la sécurité.

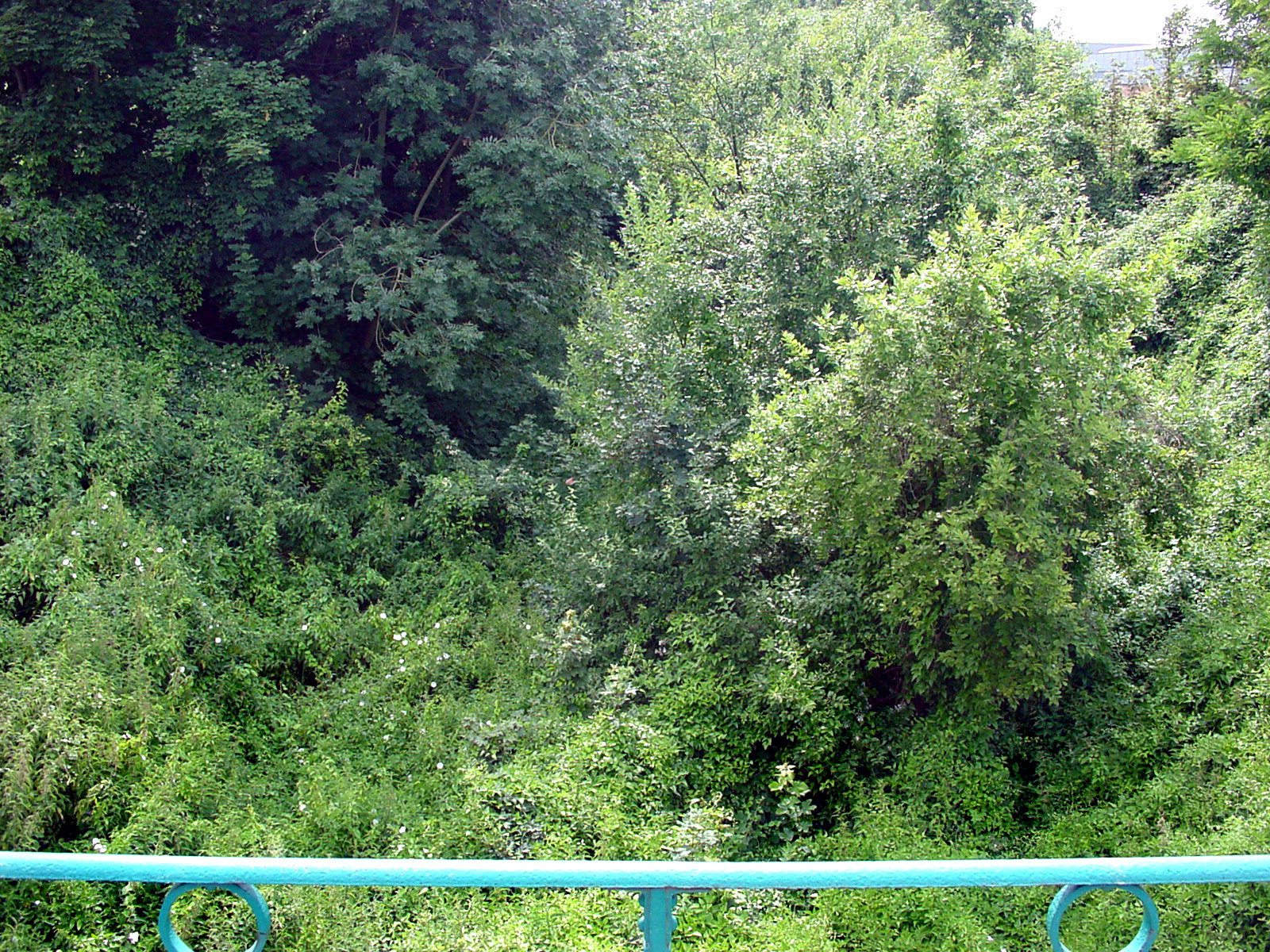
Cavalier à vocation de corridor biologique.

## Définition
Les cavaliers étaient[Quand ?] des voies ferrées privées sur lesquelles les concessionnaires des droits d'exploitation transportaient le charbon, les stériles et le matériel nécessaire à leur activité.
Une partie du foncier de l'ancien réseau des cavaliers miniers a été vendu[Quand ?] aux communes ou utilisés par les riverains (comme jardin ou mise en culture agricole). La majorité a été conservée, mais les ponts et ouvrages permettant les franchissements de canaux, routes, petits cours d'eau ou dépressions ont généralement été démolis pour que les houillères et les collectivités n'aient pas à les entretenir.

## Vocation écologique
Beaucoup de ces cavaliers miniers, après leur abandon se sont spontanément végétalisés et ont de fait développé d'importantes fonctions de corridors biologiques, bien que très restreints, car la plupart des ponts ont été détruits[Quand ?], interrompant leur continuité au droit des routes et canaux qu'ils traversaient.
Dès les années 1990, diverses études conduites par des ONG de protection de l'environnement puis par des bureaux d'étude et la Mission Bassin Minier ont identifié des sections méritant une protection particulière dans le cadre de la trame verte du bassin minier, de la trame verte régionale ou dans le cadre du réseau Véloroutes et voies vertes.

## Aspects négatifs
Les cavaliers étaient, lors de leur exploitation par les entreprises minières, facteur d'artificialisation des sols car  désherbées. Ils ont aussi été des axes de pénétration pour quelques espèces invasives, dont la renouée du Japon en particulier.

## Remarques
On trouve sur ces cavaliers une flore abritant quelques espèces rares (notamment car le milieu est souvent xérophile (exposition au soleil, sol drainant) ou n'a pas reçu d'engrais depuis des décennies voire plus d'un siècle).
On y trouve aussi quelques arbres fruitiers (pommiers surtout) provenant probablement des trognons jetés sur la voie.

## Galerie

Cavaliers miniers (2002)
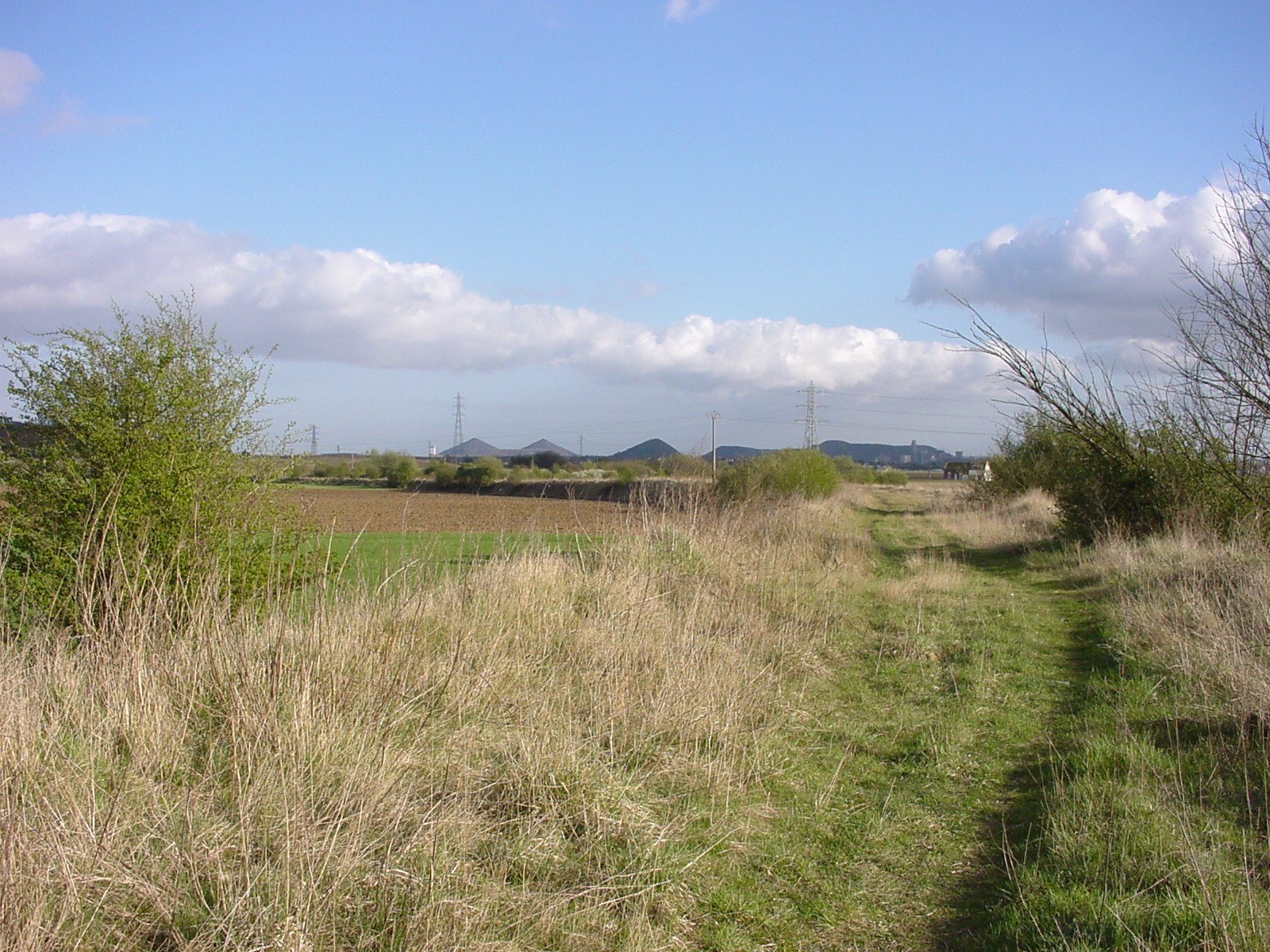
Cavalier minier[Où ?].
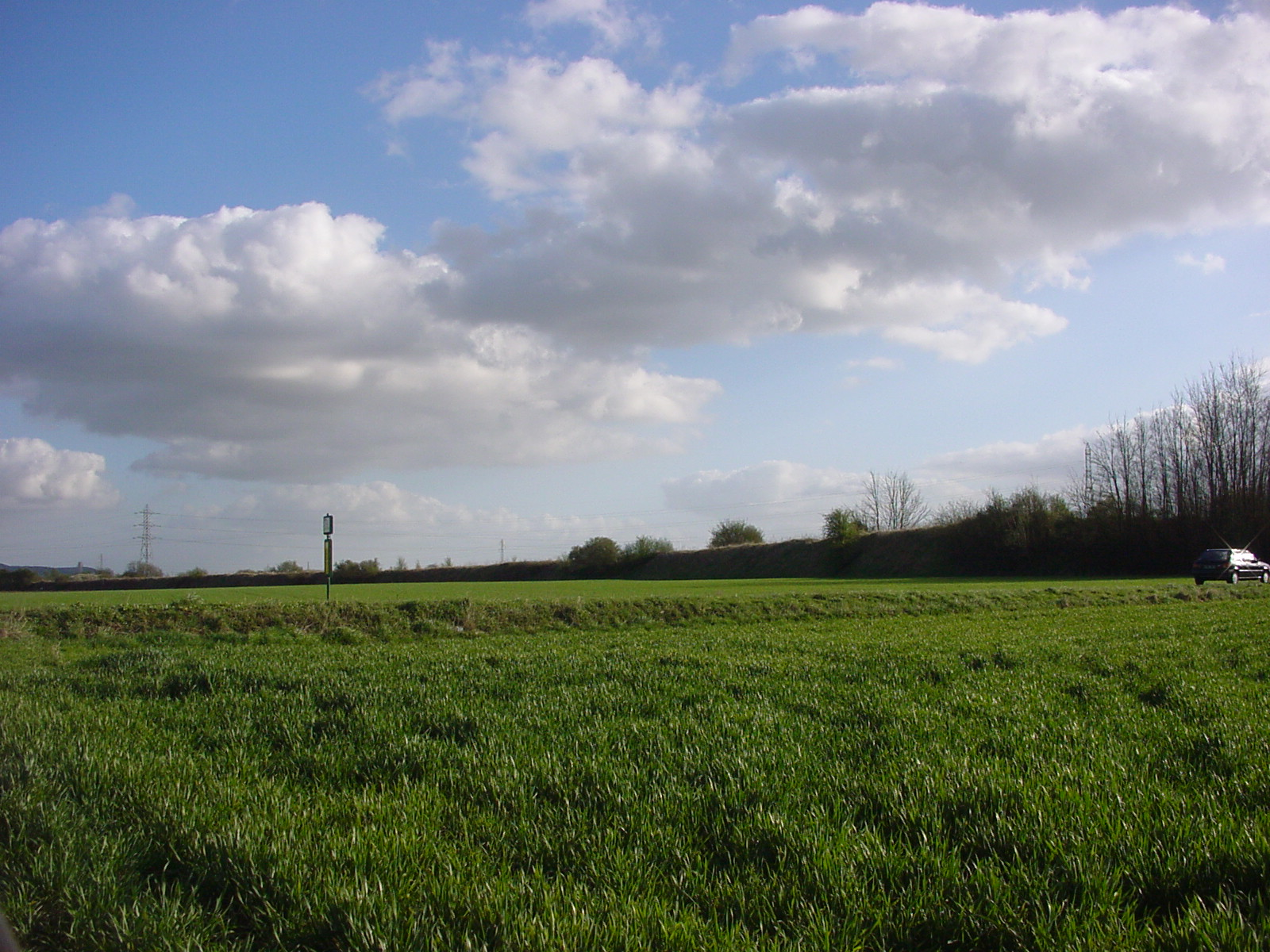
Cavalier minier[Où ?].
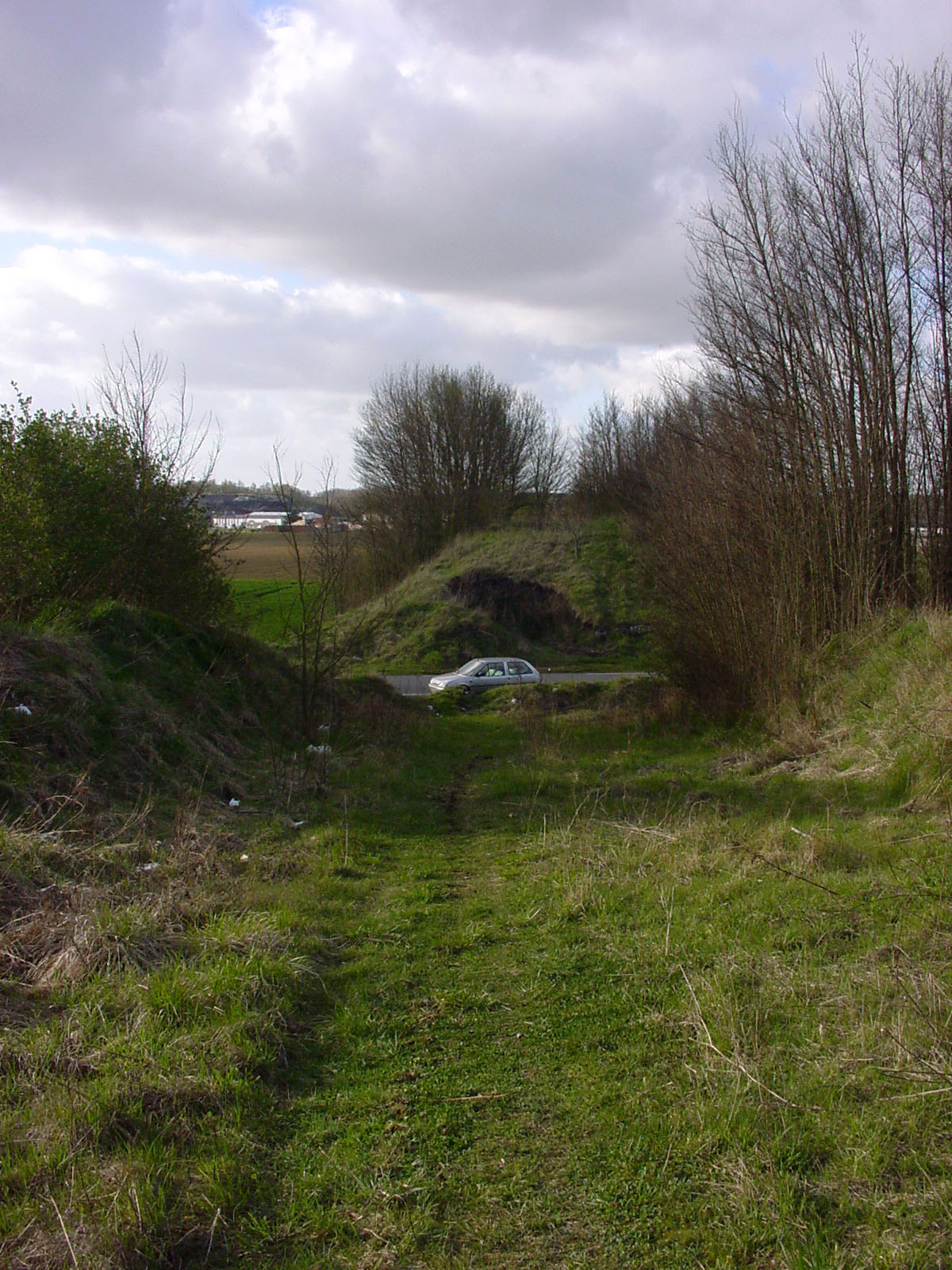
Cavalier minier[Où ?].
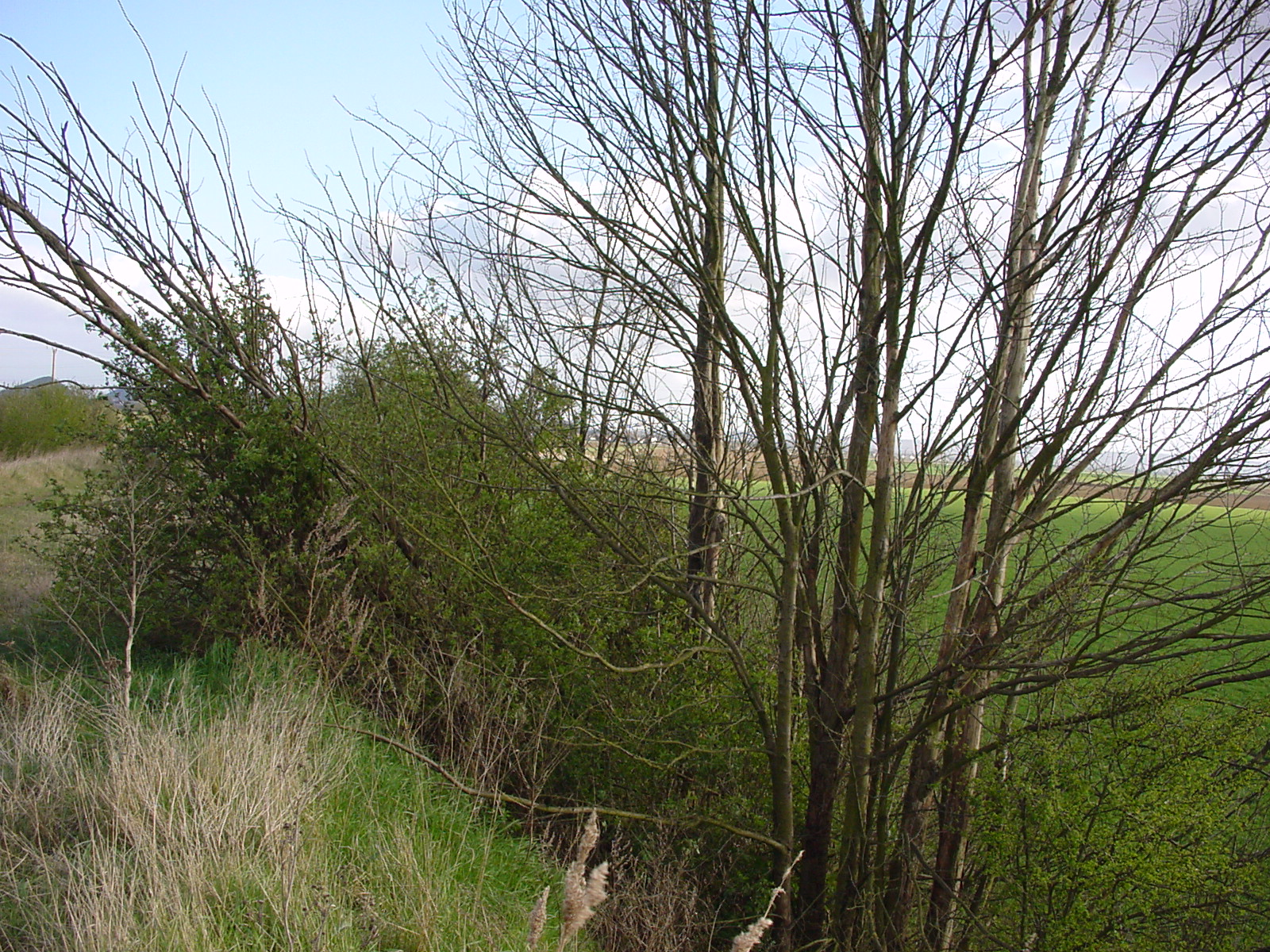
Cavalier minier[Où ?].
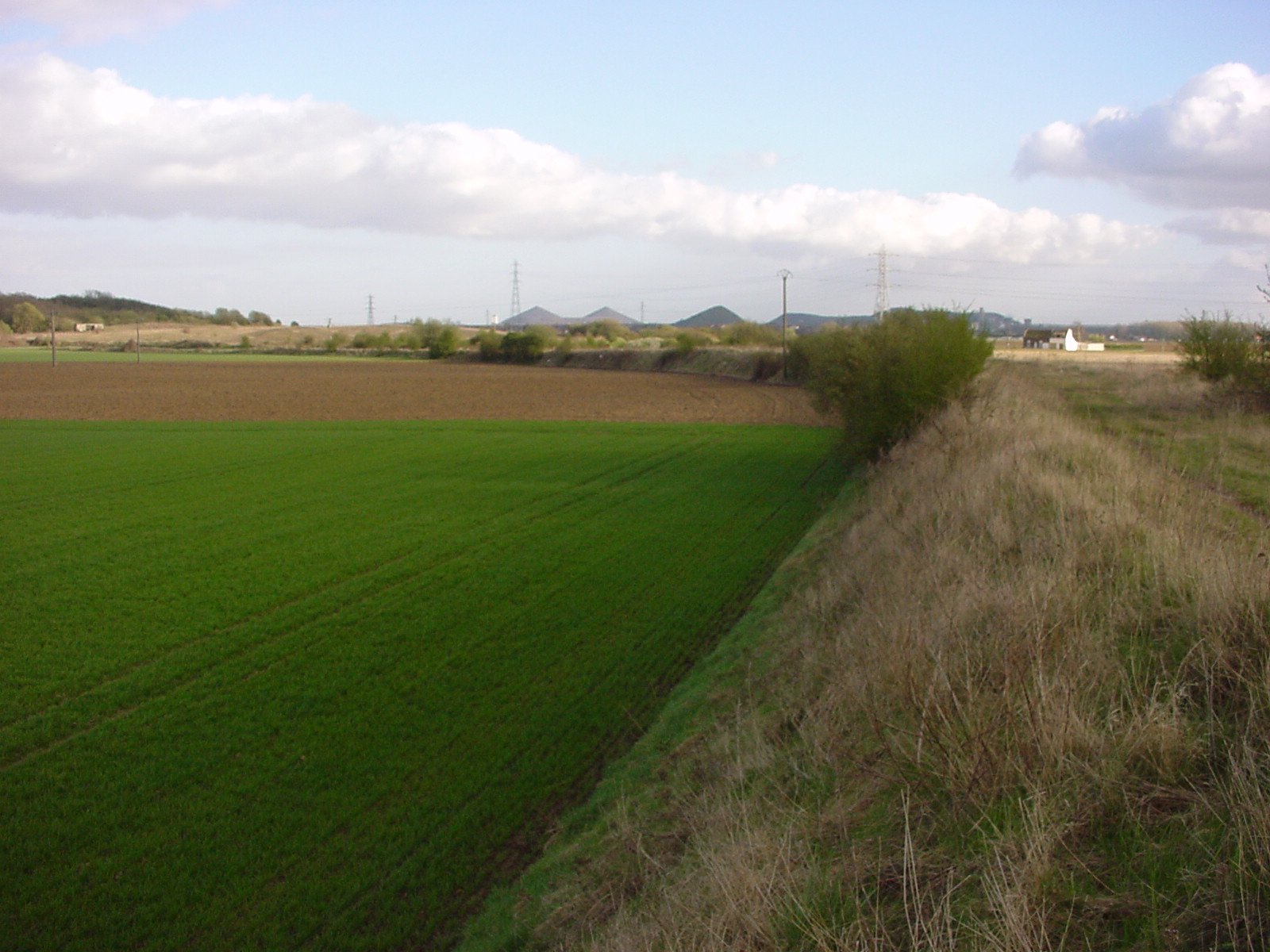
Cavalier minier[Où ?].
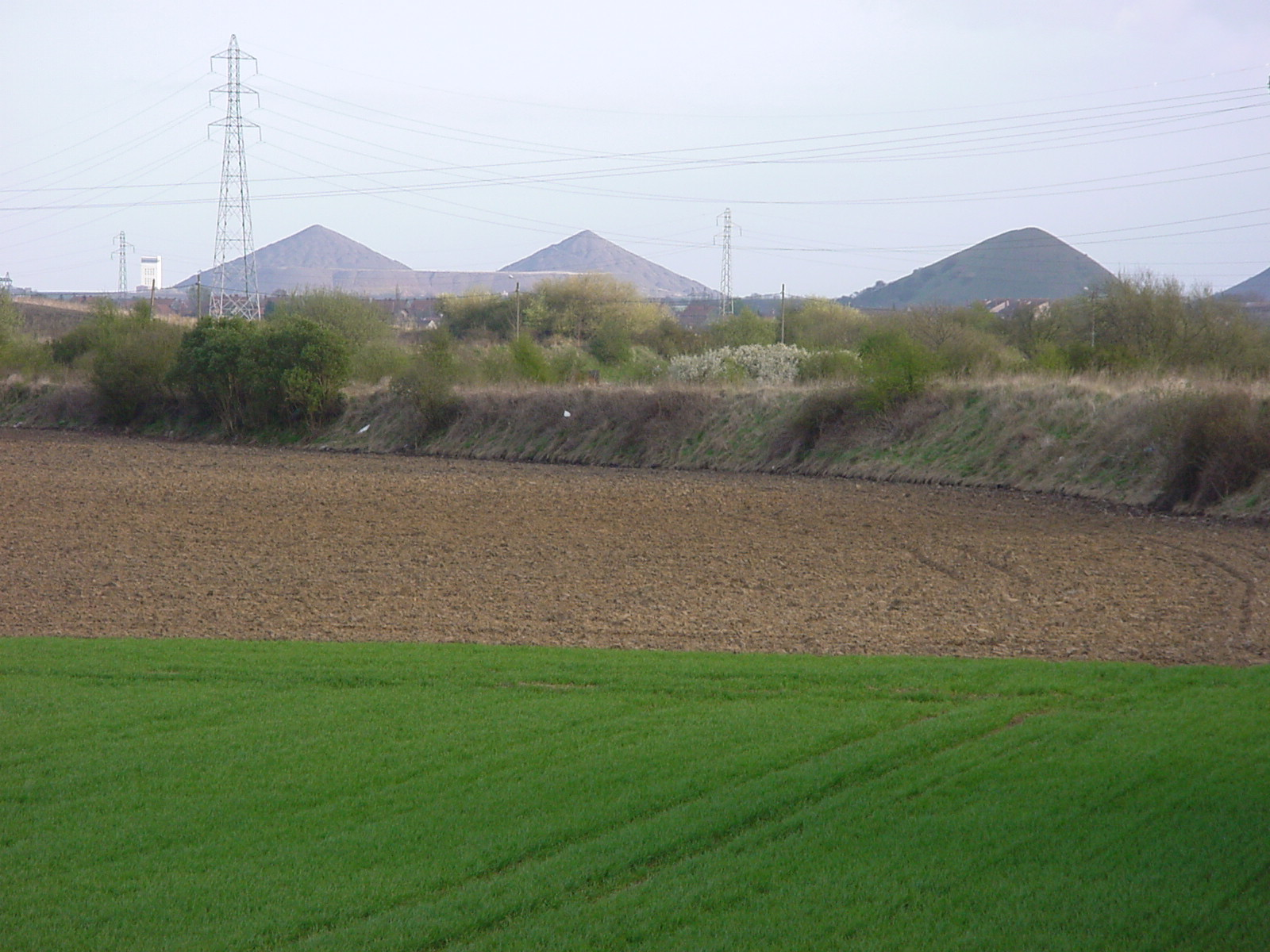
Cavalier minier[Où ?].